# Milano-Torino 2007
La Milano-Torino 2007, novantaduesima edizione della corsa, si svolse il 10 marzo 2007, per un percorso totale di 199 km. Venne vinta dall'italiano Danilo Di Luca che terminò la gara in 4h32'40".

## Ordine d'arrivo (Top 10)
| Pos. | Corridore           | Squadra       | Tempo    |
| ---- | ------------------- | ------------- | -------- |
| 1    | Danilo Di Luca      | Liquigas      | 4h32'40" |
| 2    | Mauricio Soler      | Barloworld    | s.t.     |
| 3    | Kim Kirchen         | Team Columbia | a 9"     |
| 4    | Stuart O'Grady      | Team CSC      | s.t.     |
| 5    | Mychajlo Chalilov   | Cer. Flaminia | s.t.     |
| 6    | Cristian Moreni     | Cofidis       | s.t.     |
| 7    | Daniele Pietropolli | Tenax         | s.t.     |
| 8    | Gabriele Bosisio    | Tenax         | s.t.     |
| 9    | Linus Gerdemann     | T-Mobile Team | s.t.     |
| 10   | Luca Solari         | Team L.P.R.   | s.t.     |